# Hoyt Ming
Hoyt „Floyd“ Ming (* 6. Oktober 1902 im Choctaw County, Mississippi; † 28. April 1985 in Ackerman, Choctaw County, Mississippi) war ein US-amerikanischer Old-Time-Musiker.

## Leben

### Kindheit und Jugend
Hoyt Mings Vorfahren könne bis in das Jahr 1650 zurückverfolgt werden, als James Menge sich in Virginia niederließ. Im Laufe der Jahre wurde der Familienname in „Ming“ geändert und in den 1840er-Jahren zog Charles Ming nach Mississippi, dessen Enkel Hoyt Ming 1902 geboren wurde. Viele von Mings Geschwistern erlernten ebenfalls Instrumente und Ming selbst begann mit 15 Jahren Fiddle zu spielen, nachdem sein Vater eine Stringband eingeladen hatte, auf der Veranda der Familie zu spielen. Er lernte zu spielen, indem er einfache Melodien wie Shortnin‘ Bread nach Gehör spielte.

### Karriere
Mit seiner Frau Rozelle (Gitarre) und deren Schwester  (Mandoline) gegründete Ming die Pep-Steppers, die um Tupelo, Mississippi, spielten. Der Name der Band war an Rozelles energisches Stampfen mit dem Fuß während des Spielens angelehnt – eine Technik, die normalerweise nur im Gospel angewandt wurde. Anfang 1928 spielten Ming und seine Band Ralph Peer, in einem Geschäft in Tupelo vor. Peer war A&R-Manager von Victor Records und auf der Suche nach neuen Old-Time-Musikern. Er lud nach Memphis, Tennessee, ein, wo Ming und die Pep-Steppers vier Stücke für Victor einspielten.
An der Mandoline war diesmal jedoch Mings Bruder Troy, da seine Schwägerin schon bei dem Vorspiel in Tupelo verhindert war. Unter den vier Stücken befanden sich auch Indian War Whoop und der Tupelo Blues.
Aufgrund des Namens der Band und dem Titel des Songs dachten viele Käufer, es handele sich bei Ming und den Pep-Steppers um eine indianische Band. Tatsächlich hatte Indian War Whoop keinen indianischen Einfluss und war vielmehr an das romantisch verklärte Bild der Indianer im Wilden Westen angelehnt. Der Tupelo Blues war von Ming und den Pep-Steppers eigentlich als Florida Blues aufgenommen worden, jedoch änderte Peer den Namen des Stückes ab. Zudem ließ er auf die Platten statt Hoyt Ming Floyd Ming and his Pep-Steppers drucken.
In den 1930er-Jahren spielten Ming und seine Frau weiterhin auf Barn Dances, Wahlveranstaltungen, Fiddle Contests und anderen öffentlichen Festen. Jedoch blieb die Musik nur ein Hobby, da sie ihre eigene Kartoffelfarm bewirtschafteten. 1957 entschied sich das Paar, die Musik aufzugeben. Erst 1972 wurden die Mings wiederentdeckt, als David Freeman von County Records begann 1972, nach ihnen zu suchen. Als ersten Anhaltspunkt nahm er den Tupelo Blues und begann, in dieser Stadt nach den Mings zu suchen, die in der Nähe wohnten. Hätte Ralph Peer den Titel 1928 nicht geändert, wären Folkloristen sicherlich nie darauf gekommen, Ming in Mississippi anstatt in Florida zu suchen. Freeman interviewte Ming und konnte ihn im gleichen Atemzug davon überzeugen, mit seiner Frau und seinem Sohn Hoyt Ming, Jr. auf dem National Folk Festival aufzutreten. Es folgten Konzerte bei weiteren Folk-Festivals und ein Auftritt in dem Film Ode to Billie Joe. Für einige Zeit traten Hoyt und Rozelle Ming weiterhin mit einer Band auf und spielten ein neues Album für Homestead Records ein, setzten sich dann aber zur Ruhe.
Hoyt Mings Todesdatum ist nicht bekannt.

## Diskografie
| Jahr                  | Titel                              | #     | Anmerkungen |
| --------------------- | ---------------------------------- | ----- | ----------- |
| Veröffentlichte Titel |                                    |       |             |
| Victor Records        |                                    |       |             |
| 1928                  | Indian War Whoop / Tupelo Blues    | 41896 |             |
|                       | White Mule / Monkey in the Dogcart |       |             |